# Noël Albert
Noël Albert (Viviers, 1511 - Toulouse, 30 augustus 1568) was een Frans handelaar en bestuurder. Hij leidde een groep hugenoten die de bisschopsstad Viviers plunderde. Hij werd ter dood veroordeeld en onthoofd.

## Carrière

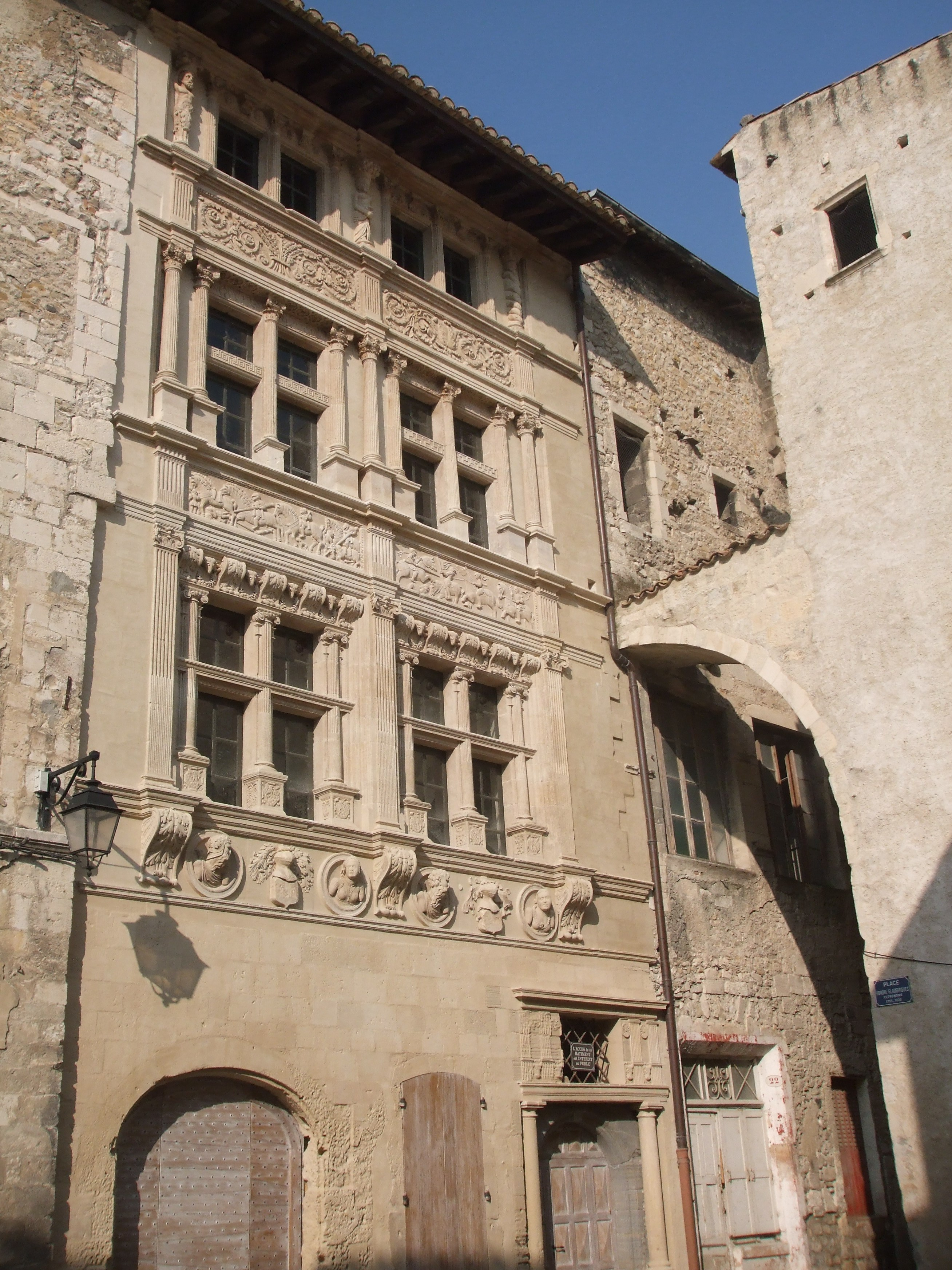
Het Maison des Chevaliers, de woning van Noël Albert in Viviers

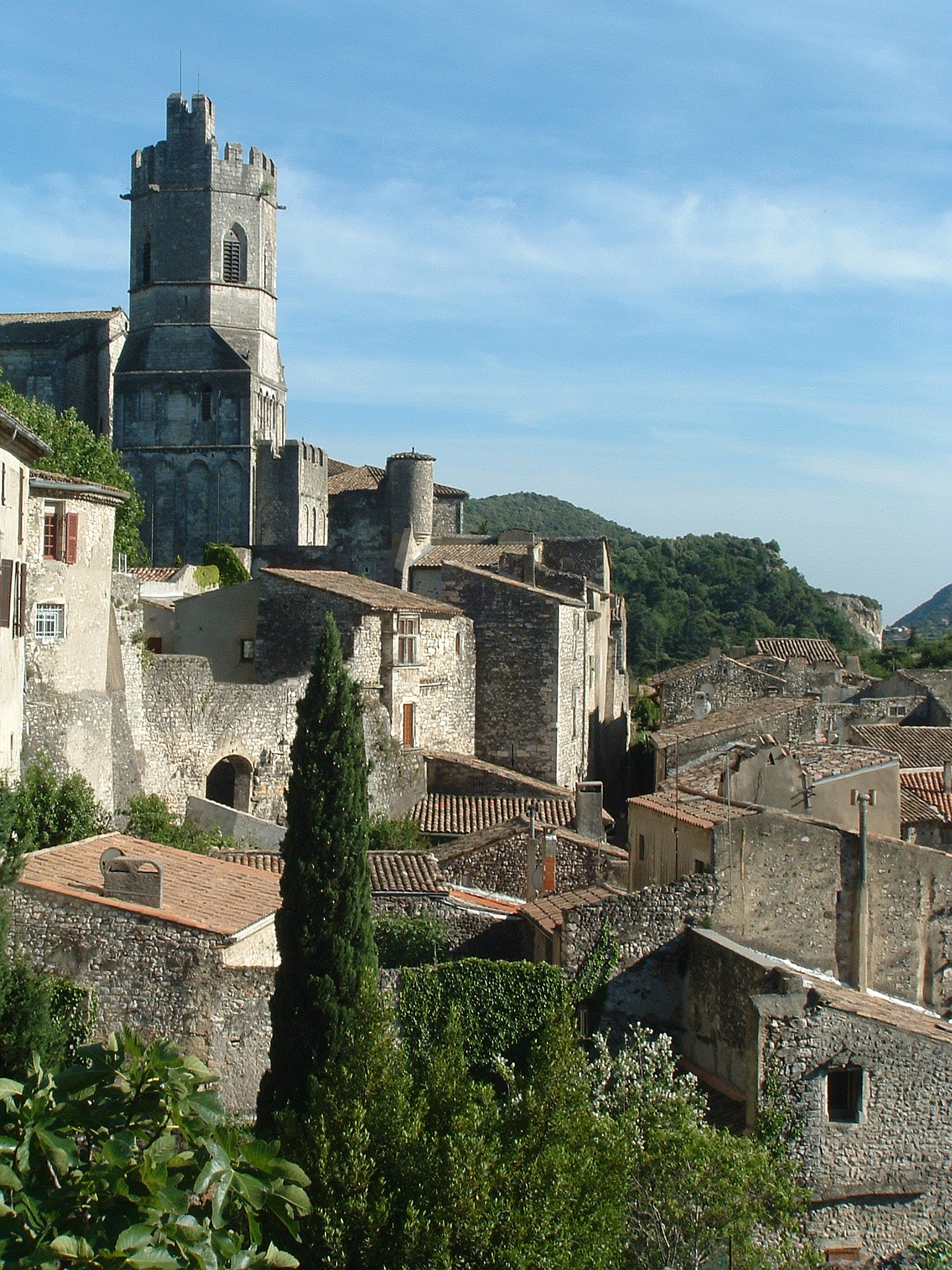
Viviers, met linksboven de kathedraal

Albert werd rijk met de handel in zout dat werd gewonnen in de zoutpannen van Peccaïs bij Aigues-Mortes en verkocht in de provincies Vivarais en Dauphiné tot in Lyon. Albert bezat het kasteel van Saint-Alban en liet in Viviers een burgerpaleis verbouwen in renaissancestijl, het Maison des Chevaliers. Albert kocht het belastingambt voor de heffing van de gabelle (de belasting op zout) in Pont-Saint-Esprit in 1548 en later stond hij in voor de inning van de belastingen in Vivarais. Door de bisschop van Viviers werd hij aangesteld als bestuurder van de stad en het graafschap Viviers. Hij beheerde de goederen van de bisschop en vertegenwoordigde hem in de provinciale staten.
Albert bekeerde zich tot het calvinisme, volgens sommigen om zo te ontsnappen aan de justitie die hem beschuldigde van achterhouden van belastinginkomsten. In 1562 plunderden soldeniers van Albert de kathedraal en het kanunnikenkwartier in de bovenstad van Viviers. Ze haalden standbeelden neer en roofden de kerkschatten. Albert eigende zich de wandtapijten uit het koor van de kathedraal toe. In 1563 kregen de hugenoten amnestie als gevolg van het Edict van Amboise.
In 1567 laaide de godsdienstoorlog terug op en Albert werd ervan beschuldigd Viviers met 300 soldaten te hebben bezet. Zijn soldeniers zouden de kathedraal hebben geplunderd. Hij was dat jaar militair actief in Tournon, Bourg-Saint-Andéol en Sisteron, maar op het ogenblik dat de kathedraal geplunderd werd, was hij met zijn legertroep in Montpellier.
Het jaar erop werd Albert zonder verzet aangehouden. Hij werd naar Toulouse gevoerd en daar ter dood veroordeeld en onthoofd. In 1569 werd zijn veroordeling geannuleerd en werd hij gerehabiliteerd.

## Privéleven
Albert was een ontwikkeld man. In 1550 bestelde hij een schilderij: Le jeu de la vie de Sainte Marguerite. Hij nodigde dichters en zangers uit in zijn woning, organiseerde toneelvoorstellingen en was mecenas van de dichter Bérenger de la Tour. Die laatste droeg zijn dichtbundels L'amie rustique en L'amie des amies, beide gedrukt in Lyon door Robert Granjon in 1558, op aan "M. Albert, seigneur de Sainct Alban". De eerste dichtbundel bevat een gedicht naar aanleiding van de dood van Anne Philippon, de eerste echtgenote van Noël Albert.
Hij huwde na het overlijden van zijn eerste echtgenote een tweede maal met Catherine de Moncalm.